# بال أرني فاغيرنس
بال أرني فاغيرنس (بالنرويجية البوكمول: Pål Arne Fagernes)‏ (8 يونيو 1974 – 4 أغسطس 2003) هو ملاكم ورامي رمح نرويجي راحل، مثّل بلاده في الألعاب الأولمبية الصيفية في دورتي 1996 و2000.

## روابط خارجية
بال أرني فاغيرنس على موقع الاتحاد الدولي لألعاب القوى (الإنجليزية)
- بال أرني فاغيرنس على موقع بوكس ريك (الإنجليزية) (registration required)
- بال أرني فاغيرنس على موقع أوليمبيديا (الإنجليزية)